# Tundra-Rotzahnspitzmaus
Die Tundra-Rotzahnspitzmaus (Sorex tundrensis) ist eine Art aus der Gattung der Rotzahnspitzmäuse, einer Unterfamilie der Spitzmäuse (Soricidae). Aufgrund ihres nördlichen Lebensraums zählt Sorex tundrensis zu den wenigen Insektenfressern der arktischen Fauna.

## Verbreitungsgebiet und Lebensraum

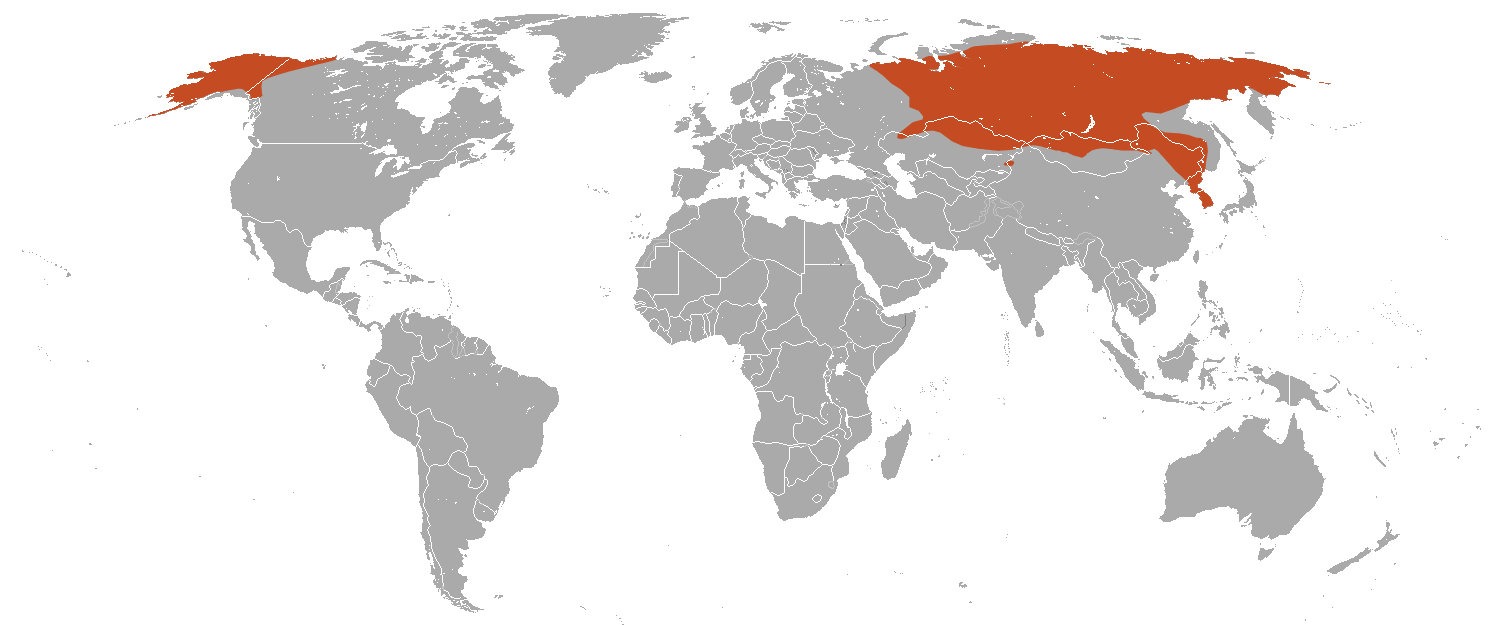
Verbreitungskarte der
Tundra-Rotzahnspitzmaus

Als eine der wenigen Arten dieser Gattung, besiedelt die Tundra-Rotzahnspitzmaus sowohl Lebensräume in der Paläarktis, als auch in der Nearktis. Ihr Verbreitungsgebiet erstreckt sich von Sibirien östlich des Flusses Petschora bis an die Nordostküste Asiens. Auch auf Kodiak Island wurde n die Kleinsäuger nachgewiesen, allerdings nicht auf Kamtschatka. Ihr Nordamerikanisches Verbreitungsgebiet reicht von den Aleuten, West-, Zentral- und Nordalaska bis in das nördliche Gebiet des Yukon River.
Typische Habitate sind die tundrische Steppe, sowie Boreale Nadelwälder, wobei offene Landstriche dicht bewaldeten Arealen vorgezogen werden. Obwohl trockene Lebensräume bevorzugt werden, sind die Kleinsäuger auch in sumpfigen Gebieten und auf Grasland anzutreffen.

## Beschreibung
Gewicht und Größe der Tundra-Rotzahnspitzmaus können je nach Verbreitungsgebiet variieren. In Kanada lag das durchschnittliche Gewicht mit 6,8 Gramm (Gewicht der Einzelindividuen 4,9 bis 10,0 Gramm) etwas über dem Durchschnittsgewicht in Alaska, wo durchschnittlich 6,6 Gramm (einzelne Tiere zwischen 3,8 und 10,0 Gramm) erreicht wurden. Auch die Körperlänge war in Kanada mit durchschnittlich 9,7 cm etwas oberhalb von den in Alaska gemessenen 9,5 Zentimetern (einzelne Tiere waren dabei zwischen 8,3 und 12 cm lang), wobei der Schwanz eine durchschnittliche Länge von 2,9 Zentimetern erreicht.
Das Fell verändert seine Färbung im Laufe der Jahreszeiten und mit zunehmendem Alter der Tiere. Ausgewachsene Tundra-Rotzahnspitzmäuse haben im Sommer einen dunkelbraunen Rücken, hellbraune Flanken und hellgraues Bauchfell, wobei die Kontraste bei Jungtieren weniger stark ausgeprägt sind. Dadurch besteht Verwechselungsgefahr mit zwei ähnlich gefärbten Verwandten: der Portenko-Rotzahnspitzmaus (Sorex portenkoi) und der Arktischen Spitzmaus (Sorex arcticus).

## Lebensweise
Tundra-Rotzahnspitzmäuse sind sowohl am Tag als auch in der Nacht aktiv und lebt in der Regel als Einzelgänger. Ihr Geruchs-, Tast- und Hörsinn sind gut ausgeprägt. Über ihre Kommunikation ist wenig bekannt, es wird jedoch davon ausgegangen, dass neben Rufen auch Duftstoffe hier eine Rolle spielen, die aus speziellen Drüsen abgesondert werden.

### Fortpflanzung
Im Jahr nach ihrer Geburt sind die Weibchen geschlechtsreif und können sich, zwischen Mai und August, bis zu drei Mal in einem Sommer fortpflanzen. Nach einer Tragzeit von 13 bis 28 Tagen bringen sie durchschnittlich 10 Jungtiere zur Welt. Die Wurfgröße ist vom jeweiligen Lebensraum abhängig, während Weibchen auf der Tschuktschen-Halbinsel im Schnitt 7 bis 10 Junge hatten, brachten ihre Artgenossen auf der Insel Moneron lediglich 1 bis 3 Junge zur Welt und hatten nur einen Wurf pro Jahr.
Bei ungünstigen Bedingungen sind die Weibchen zur Keimruhe fähig. Die Lebenserwartung in freier Wildbahn beträgt 12 bis 18 Monate.

### Nahrung
Je nach Standort und Verfügbarkeit ernähren sich die Kleinsäuger von Regenwürmern, Spinnen und Insekten, sowie deren Larven. Zusätzlich nehmen sie auch pflanzliche Nahrung, einschließlich Beeren, sowie Pilze (darunter Helmlinge) zu sich.

### Feinde
Zu den Feinden, die Tundra-Rotzahnspitzmäuse erbeuten zählen Eulen, Habichtartige, Schlangen und Hauskatzen.

## Gefährdung
Bei der Evaluation im Jahr 2016 stufte der IUCN die Art als nicht gefährdet ein. Die Population gilt als stabil, ist nicht fragmentiert und kommt auch in Naturschutzgebieten vor. An den Flüssen Sibiriens (wie dem Jenissei) gelten Tundra-Rotzahnspitzmäuse als die häufigsten Kleinsäuger.

## Erforschung
Die Mitochondriale DNA der Tundra-Rotzahnspitzmaus wurde 2016, mittels Polymerase-Kettenreaktion, von einer Forschergruppe aus China vollständig sequenziert. Im Zuge der Studie wurden die genetischen Merkmale mit denen von 11 verwandten Arten (in China heimische Spitzmäuse sowie drei Arten von Maulwürfen) verglichen, um Aussagen zur molekularen Phylogenetik (siehe auch: Phylogenetischer Baum) machen zu können. Innerhalb der Klade bildet Sorex tundrensis gemeinsam mit ihren engsten rezenten Verwandten, der Rückenstreifen-Spitzmaus (Sorex cylindricauda) und der Amur-Langkrallen-Spitzmaus (Sorex unguiculatus), eine monophyletische Gruppe.